# 呂号第五十二潜水艦
|          |                                                                |
| 艦歴     |                                                                |
| 計画     | 大正6年度計画                                                  |
| 起工     | 1918年8月10日                                                  |
| 進水     | 1920年3月9日                                                   |
| 就役     | 1920年11月30日                                                 |
| 除籍     | 1932年4月1日                                                   |
| 性能諸元 |                                                                |
| 排水量   | 基準：893トン 常備：886.2トン 水中：1,075.2トン                |
| 全長     | 70.59m                                                         |
| 全幅     | 7.16m                                                          |
| 吃水     | 3.90m                                                          |
| 機関     | ヴィッカース式ディーゼル2基2軸 水上：2,400馬力 水中：1,600馬力 |
| 速力     | 水上：17kt 水中：10.2kt                                        |
| 航続距離 | 水上：10ktで5,500海里 水中：4ktで80海里                        |
| 燃料     | 重油                                                           |
| 乗員     | 45名                                                           |
| 兵装     | 短8cm高角砲1門 45cm魚雷発射管 艦首4門、舷側2門 魚雷10本        |
| 備考     | 安全潜航深度：60m                                              |

呂号第五十二潜水艦（ろごうだいごじゅうにせんすいかん）は、日本海軍の潜水艦。呂五十一型潜水艦（L1型）の2番艦。竣工時の艦名は第二十六潜水艦。

## 艦歴
1918年（大正7年）4月1日、第二十六潜水艇と命名。同年8月10日、三菱神戸造船所で起工。1919年（大正8年）4月1日、「艦艇類別等級別表」の改正により潜水艇が潜水艦となり第二十六潜水艦と改名し二等潜水艦に類別。1920年（大正9年）3月9日進水。同年11月30日竣工。 1924年（大正13年）11月1日、呂号第五十二潜水艦に改称。1932年（昭和7年）4月1日に除籍。
機関のヴィッカース式ディーゼルが信頼性の高く故障も少なかったことから高い評価を受けた。

## 歴代艦長
※艦長等は『日本海軍史』第9巻・第10巻の「将官履歴」及び『官報』に基づく。

### 艤装員長
- （心得）高須三二郎 大尉：1920年7月1日[6] - 1920年11月30日[7]
- （兼・心得）高須三二郎 大尉：1920年11月30日[7] -

### 艦長
- （心得）高須三二郎 大尉：1920年11月30日 - 1920年12月1日
- 白根貞介 少佐：1920年12月1日 - 1921年4月1日
- 大崎義雄 少佐:1921年4月1日[8] - 1922年2月6日[9]
- （心得）内藤淳 大尉：1922年2月6日[9] - 1922年5月15日[10]
- 石井順三 少佐：1922年5月15日[10] - 12月1日[11]
- （心得）河野静雄 大尉：1922年12月1日[11] -